# Hammerschlaglackierung
Hammerschlaglackierung oder Hammerschlag ist eine Lackierung mit einem speziellen Lack, der beim Trocknen eine netzartig strukturierte Oberfläche erzeugt. Durch diese Struktur (typischerweise um die 3 mm messend) wird der optische Eindruck einer durch viele Hammerschläge bearbeiteten Oberfläche erweckt.

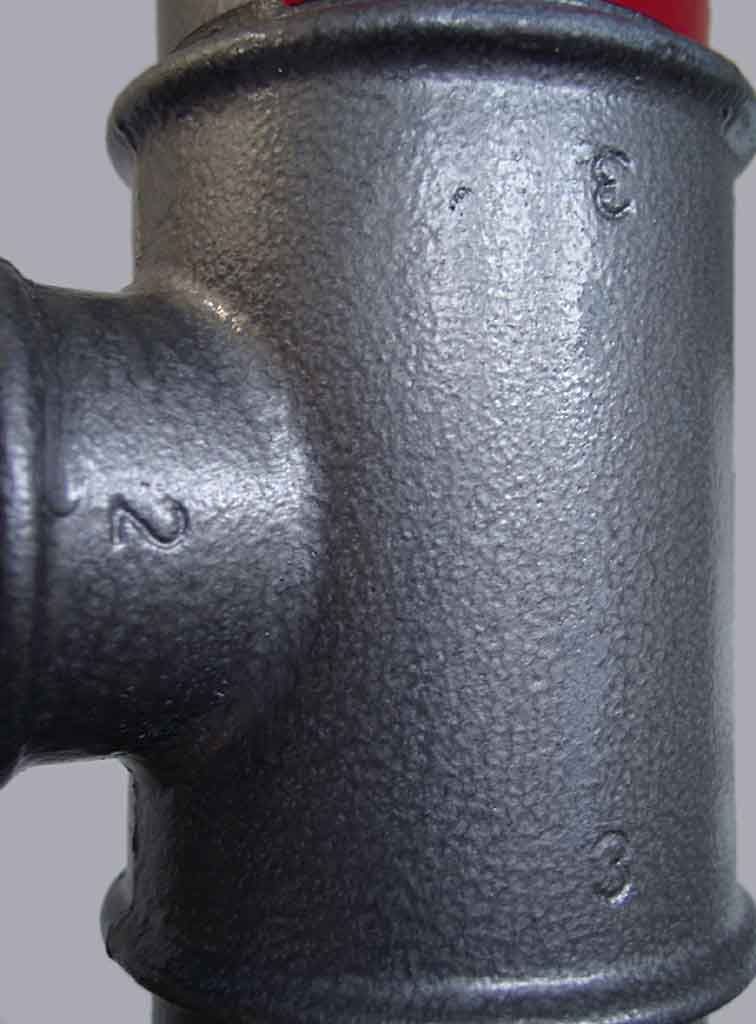
Hammerschlaglackierung eines T-Stücks an einem Steigleitungsrohr

Die schwach irisierenden Bereiche entstehen durch die unterschiedliche Ausrichtung kleinster glänzender Plättchen, die im Hammerschlaglack suspendiert sind.
Bei diesen Plättchen handelt es sich um Aluminiumplättchen oder das Mineral Glimmer. Glimmer ist chemisch inaktiv und sehr beständig. Die spezielle Oberflächenstruktur wird durch gezielte Oberflächenstörungen hervorgerufen, die durch Zusatz kleiner Mengen Silikonöl verursacht werden.
Die Hammerschlaglackierung wird vor allem als Mittel zur Verschönerung technischer Geräte und weniger als Schutzlack verwendet. Der optische Vorteil der Hammerschlaglackierung liegt darin, dass die lackierte Oberfläche auch dann noch gut aussieht, wenn die Bauteiloberfläche selbst nicht ganz glatt und regelmäßig ist. Um den gleichen optischen Effekt bei einer Glattlackierung zu erreichen, müsste die Bauteiloberfläche oft nachbearbeitet, beispielsweise geglättet, poliert oder gespachtelt werden. Bei einer Hammerschlaglackierung entfallen diese Arbeitsschritte.
Darüber hinaus wird die Haltbarkeit des Anstrichs durch die plättchenförmigen Pigmente erhöht. Glimmer und Aluminium schützen die darunterliegenden Bindemittel vor UV-Strahlung und beugen einer schnellen Alterung vor. Hammerschlaglacke können durch die Beimengung verschiedener Zusatzstoffe auch relativ hart und kratzfest hergestellt werden.